# Óscar Higares
Óscar García Higares dit « Óscar Higares », né le 26 juin 1971 à Madrid (Espagne), est un matador à la retraite et acteur espagnol.

## Carrière
- Débuts en public : Santa Cruz del Retamar (Espagne, province de Tolède) le 19 août 1988.
- Débuts en novillada avec picadors : Valdemoro (Espagne, province de Madrid) le 11 mai 1991 aux côtés de Miguel Martín et Juan de Félix. Novillos de la ganadería de Gabriel Rojas.
- Présentation à Madrid : 6 octobre 1991 aux côtés de Miguel Martín et Juan de Félix. Novillos de la ganadería de Gabriel Rojas.
- Alternative : Madrid, Plaza de Las Ventas, le 12 octobre 1992. Parrain, Roberto Domínguez ; témoin, Pepe Luis Vázquez. Taureaux de la ganadería de Manolo González.
- Confirmation d’alternative à Mexico : 15 janvier 1995. Parrain, David Silveti ; témoin,  Miguel Espinosa « Armillita ». Taureaux de la ganadería de Piedras Negras.